# Objaw Cruveilhiera
Objaw Cruveilhiera (również objaw Cruveilhiera-Baumgartena)  – rzadki objaw, opisany przez Léona Jeana Baptiste'a Cruveilhiera, wtórny do objawu głowy Meduzy w przebiegu nadciśnienia wrotnego. W objawie tym stwierdza się szmer przepływającej krwi w widocznych żyłach krążenia obocznego świadcząc o nasileniu zmian. Rokowanie jest niekorzystne.